# Адегбола, Олувасен
Олувасен Гболахан Адегбола (англ. Oluwaseun Gbolahan Adegbola; род. 23 сентября 1999, Ибадан) — нигерийский футболист, защитник клуба «Эньимба».

## Клубная карьера
У себя на родине выступал за клуб «Перфект Тач». В январе 2020 года находился на просмотре в белорусском клубе «Ислочь», с которым в итоге 7 февраля подписал контракт. Проведя несколько матчей в турнире дублёров, 3 мая в игре с «Шахтёром» из Солигорска дебютировал в чемпионате Белоруссии. На 84-й минуте встречи он вышел на поле вместо своего соотечественника Годфри Стефена.
В феврале 2022 года стал игроком нигерийского клуба «Эньимба».

## Статистика выступлений

### Клубная статистика
| Выступление      | Выступление      | Выступление      | Лига | Лига | Кубки | Кубки | Конт. кубки | Конт. кубки | Итого | Итого |
| Клуб             | Лига             | Сезон            | Игры | Голы | Игры  | Голы  | Игры        | Голы        | Игры  | Голы  |
| ---------------- | ---------------- | ---------------- | ---- | ---- | ----- | ----- | ----------- | ----------- | ----- | ----- |
| Ислочь           | Высшая лига      | 2020             | 4    | 0    | 1     | 0     | 0           | 0           | 5     | 0     |
| Ислочь           | Итого            | Итого            | 4    | 0    | 1     | 0     | 0           | 0           | 5     | 0     |
| Всего за карьеру | Всего за карьеру | Всего за карьеру | 4    | 0    | 1     | 0     | 0           | 0           | 5     | 0     |